# MSP Groza
A MSP Groza (em russo:  Малогабаритный Специальный Пистолет «Гроза», transl. Malogabaritnyy Spetsial'nyy Pistolet "Groza", lit. 'Pistola Especial Compacta "Trovão"') é uma arma de fogo de cano duplo, tipo derringer, com canos sobrepostos, projetada na União Soviética em 1972. A arma de fogo possui câmara para o cartucho silencioso 7,62×38 SP-3, que pode ser carregado por meio de um clipe de dois cartuchos. A arma foi projetada a pedido dos serviços especiais soviéticos. Não está mais em produção, tendo sido substituída por projetos mais modernos.
A arma foi usada operacionalmente no Afeganistão e na América Central durante a Guerra Fria. Acredita-se que uma MSP fornecida pela FMLN tenha sido a arma usada para assassinar o líder dos Contras, Enrique Bermúdez.

## Projeto
O Groza usa um cartucho especializado. Quando disparado, um pistão interno dentro do cartucho lança a bala para a frente e retém todos os gases dentro do estojo, tornando-a uma arma quase silenciosa, com quase nenhum clarão.
Para carregar a arma, o usuário pressionaria um botão, permitindo que os canos se inclinassem para a frente e expondo a culatra para carregamento manual, seja por cartucho individual ou com o uso de um clipe descartável de 2 cartuchos.